# Latin American Poker Tour (2.ª temporada)
A segunda temporada do Latin American Poker Tour foi disputada nos anos de 2008 e 2009 com quatro eventos nas cidades de San José (Costa Rica), Puerto Vallarta (México), Viña del Mar (Chile), Punta del Este (Uruguai) e Mar del Plata (Argentina).

## Resultados

### LAPTSan José
- Casino: Ramada Plaza Herradura
- Buy-in: $3,700
- Duração: 3 de novembro de 2008 (segunda-feira) à 5 de novembro de 2008 (quarta-feira)
- Número de buy-ins: 219
- Premiação total: $1,000,000
- Número de premiados: 24
- Mão vencedora: A♠ 10♥

| Mesa final | Mesa final        | Mesa final |
| Pos.       | Nome              | Prêmio     |
| ---------- | ----------------- | ---------- |
| 1º         | Ryan Fee          | $285,773   |
| 2º         | Joel Micka        | $148,993   |
| 3º         | Brent Sheirbon    | $109,913   |
| 4º         | Jesús Bertoli     | $80,603    |
| 5º         | Andrew Chen       | $61,063    |
| 6º         | Jeffrey Petronack | $43,960    |
| 7º         | Claus Rasmussen   | $34,195    |
| 8º         | Maria Stern       | $24,425    |

### LAPTPuerto Vallarta
- Casino: Marival Resort and Suites (até o cancelamento do evento)
- Online: Dia 2 no PokerStars (de 89 jogadores até formar mesa final - 9 jogadores)
- Casino: Mantra Resort Spa Casino, Punta del Esta, Uruguai (mesa-final)
- Buy-in: $2,700
- Duração: 5 de dezembro de 2008 (sexta-feira) à 7 de dezembro de 2008 (domingo)
- Número de buy-ins: 242
  - Premiação do torneio: $586,850
  - Compensação adicionada pelo PokerStars: $44,500
  - Premiação da Mesa Final no LAPT Punta del Este: $50,000
- Premiação total: $681,350
- Número de premiados: 89
- Mão vencedora: A♠ 10♠
- Nota: O torneio foi primeiramente cancelado após oficiais mostrarem a decisão do cancelamento da licença para disputa do torneio durante o 1º dia. A premiação total foi distribuida na seguinte forma: Cada jogador ganhou $5,000 (totalizando $445,000) e o restante da premiação ($141,850) foi distribuido proporcionalmente a quantidade de fichas de cada jogador tinha quando o evento foi interrompido. Como bônus o PokerStars ainda adicionou $500 para os jogadores restantes.[2]

#### Dia 2 Online
Para finalizar o evento com um campeão, o PokerStars posteriormente decidiu jogar o dia 2 do LAPT Mexico online, onde todos os 89 jogadores restantes com fichas no momento do cancelamento do evento no México, pudessem competir online até que a mesa final fosse formada para ser jogada durante o LAPT Punta Del Este em março de 2009.

#### Mesa Final ao vivo
Para os competidores da mesa final comparecerem ao LAPT Punta Del Este, o PokerStars cobriu todos os gastos com passagens aéreas, hospedagens e alimentação dos competidores da mesa final do LAPT Mexico em Punta del Este e ainda adicionou $50,000 a premiação da mesa final. Por fim, o americano Rory Cox eliminou a também americana Helen Prager para ser anunciado como o campeão do LAPT Nuevo Vallarta 2008.
| Pos. | Nome               | Premio* |
| ---- | ------------------ | ------- |
| 1st  | Rory Cox           | $15,000 |
| 2nd  | Helen Prager       | $11,000 |
| 3rd  | Pavel Naydenov     | $7,500  |
| 4th  | Leonardo Emperador | $5,000  |
| 5th  | Steven Thompson    | $4,000  |
| 6th  | Martha Herrera     | $3,000  |
| 7th  | Bolivar Palacios   | $2,000  |
| 8th  | Alex Brenes        | $1,500  |
| 9th  | Victor Ramdin      | $1,000  |

- Premiação adicionada pelo PokerStars à mesa final, além da premiação recebida pelos jogadores no dia do cancelamento do evento em 2008.

### LAPTViña del Mar
- Casino: Enjoy Viña del Mar Casino & Resort
- Buy-in: $2,700
- Duração: 20 de janeiro de 2009 (terça-feira) à 22 de janeiro de 2009 (quinta-feira)
- Número de buy-ins: 216
- Premiação total: $523,800
- Número de premiados: 27
- Mão vencedora: A♠ J♣

| Mesa final | Mesa final         | Mesa final |
| Pos.       | Nome               | Prêmio     |
| ---------- | ------------------ | ---------- |
| 1º         | Fabián Ortiz       | $141,426   |
| 2º         | Vincenzo Giannelli | $78,570    |
| 3º         | Damian Salas       | $52,380    |
| 4º         | Leandro Balotin    | $39,285    |
| 5º         | Hernán Villa       | $28,809    |
| 6º         | Fabio Escobar      | $23,571    |
| 7º         | Jyries Aguad       | $18,330    |
| 8º         | Eduardo Camia      | $13,095    |
| 9º         | Jaime Atelenoff    | $10,476    |

### LAPTPunta del Este
- Casino: Mantra Resort Spa Casino
- Buy-in: $3,500
- Duração: 18 de março de 2009 (quarta-feira) à 20 de março de 2009 (sexta-feira)
- Número de buy-ins: 327
- Premiação total: $1,110,200
- Número de premiados: 36
- Mão vencedora: 9♥ 8♥

| Mesa final | Mesa final             | Mesa final |
| Pos.       | Nome                   | Prêmio     |
| ---------- | ---------------------- | ---------- |
| 1º         | Karl Hevroy            | $283,580   |
| 2º         | Alejandro Arruaberrena | $155,420   |
| 3º         | Angel Guillén          | $99,920    |
| 4º         | Ronald Wasiel          | $82,160    |
| 5º         | Oliver Rowe            | $59,960    |
| 6º         | Waldemar Cogo          | $48,840    |
| 7º         | Bolivar Palacios       | $37,740    |
| 8º         | Magno Aragao           | $26,640    |

### LAPTMar del Plata
- Casino: Casino Central
- Buy-in: $5,000
- Duração: 16 de abril de 2009 (quinta-feira) a 19 de abril de 2009 (domingo)
- Número de buy-ins: 291
- Premiação total: $1,411,350
- Número de premiados: 27
- Mão vencedora: K♠ J♥

| Mesa final | Mesa final      | Mesa final |
| Pos.       | Nome            | Prêmio     |
| ---------- | --------------- | ---------- |
| 1º         | Dominik Nitsche | $381,030   |
| 2º         | Jorge Landazuri | $211,700   |
| 3º         | Rodolfo Awad    | $141,140   |
| 4º         | Segio Farias    | $105,860   |
| 5º         | Jason Skeans    | $77,620    |
| 6º         | Leo Fernandez   | $63,520    |
| 7º         | Derek Lerner    | $49,400    |
| 8º         | Alfons Fenijn   | $35,280    |